# Muzeul de Artă „Frederic Storck și Cecilia Cuțescu-Storck”
Muzeul de Artă Frederic Storck și Cecilia Cuțescu-Storck a fost deschis 1951 în casa familiei de sculptori și pictori Storck, care în acel an adăpostea atelierele de lucru ale soților Frederic Storck și Cecilia Cuțescu-Storck. Clădirea care adăpostește muzeul, de pe Str. Vasile Alecsandri, nr. 16, București, a fost construită între anii 1911-1913 de către arhitectul Alexandru Clavel, care s-a inspirat din arhitectura de factură germanică. Frederic Storck a conceput și a amplasat personal elementele decorative de pe fațada casei. Pe fațada dinspre stradă a aplicat două basoreliefuri de inspirație romanică. Sub cornișă, deasupra terasei mici, o friză conține profilul lui Frederic, plasat central, flancat de lei înaripați și personaje feminine înlănțuite. În anul 1948, colecția a fost declarată de utilitate publică, iar din anul 1951 spațiul de lucru al celor doi artiști a fost deschis permanent pentru vizitatori ca Muzeu de Artă, familia păstrând pentru folosința proprie spațiul de locuit.
Operele de artă care sunt în patrimoniul muzeului au fost, în cea mai mare parte, donate de Cecilia Cuțescu Storck și de fiicele sale, Gabriela Storck și Cecilia (Lita) Storck Botez.

Fostul atelier al Ceciliei. Pe peretele din fundal fresca “Dragostea pământească și Dragoste spirituală”. Cele două panori sunt despărțite de reproducerea fidelă a ușii de intrare în Biserica Colțea, realizată de Frederic Storck

Dintre lucrările realizate de Cecilia Cuțescu-Storck, pe lângă o serie de picturi de șevalet, în muzeu se poate admira și pictura murală “Dragostea pământească și Dragoste spirituală” (1912-1915).
În patrimoniul muzeului se află lucrări de sculptură și desene ale celor trei sculptori Storck, (Karl Storck, Carol Storck și Frederic Storck), lucrări de pictură, grafică și desene ale Ceciliei Cuțescu Storck, colecția de numismatică ce i-a aparținut lui Frederic Storck și piese reprezentative din plachetele și medaliile create de acesta, dar și colecții de sculptură religioasă, de arta populară și opere de artă ale unor artiști contemporani, cum ar fi pictura semnată de Romeo Kunzer Storck, Ella Storck (fiica sculptorului Carol Storck), un număr important de acuarele ale lui Carol Popp de Szathmáry și lucrări ale fiului acestuia, pictorul Alexandru Satmari.

Fragmente din frontonul central al Palatului Universității din București

Karl Storck împreună cu asistentul său, Waibel, și un elev de-al său, Paul Focșeneanu, sculptase și frontonul central pentru Palatul Universității din București, întocmit în stil clasic și cioplit din piatră de Rusciuc. Relieful, distrus la numai 80 de ani de la construcția sa, în timpul bombardamentelor aeriene americane din 4 aprilie 1944, o prezenta pe Minerva încununând artele și științele. În scena centrală, Minerva întindea o cunună de lauri unei figuri alegorice cu o liră în mână, alegoria poeziei. La dreapta și la stânga zeiței apăreau științele și artele, drapate sau nude. Frontonul nu a mai fost refăcut, fragmente recuperate dintre ruine se păstrează la Muzeul de Artă Frederic Storck și Cecilia Cuțescu-Storck.
Pe gazonul de lângă casă sunt așezate două „Măști Hilare“, lucrări ce au fost create în 1852 de Karl Storck pentru fațada Teatrului Național București, distrus în cel de-al Doilea Război Mondial.
Tot în acest muzeu este expusă Colecția Muzeală a Episcopiei Armeano - Gregoriene.
Între timp, Muzeul Storck a fost retrocedat foștilor proprietari, în condiții dubioase, afirmă surse din primărie, până în 2003 nefiind clarificat încă statutul valoroasei colecții de artă Storck..
Clădirea ce adăpostește Muzeul Frederick și Cecilia Cuțescu Storck, construită în stil anglo-flamand, cu bârne aparente, cu zidurile colorate în roșu pompeian, care îmbină elementele arhitectonice, materialele folosite și decorațiunile exterioare și interioare, într-un ansamblu arhitectural deosebit, a fost declarată monument istoric, fiind înscrisă în Lista monumentelor istorice 2004, Municipiul București, cu cod LMI B-II-m-B-17947.

Casa familiei Storck de la Balcic